# 長淵 (青梅市)
長淵（ながぶち）とは、東京都青梅市にある地名。現行行政地名は長淵一丁目から長淵九丁目。郵便番号は198-0052。

## 概要
市域南部に位置し、中央部にはJA西東京の拠点支店がある。

## 地理
北側に多摩川が位置する。南側は山地になっており、西多摩郡日の出町に接する。

## 歴史
「調布村の歴史」も参照。
- 1889年（明治22年）4月1日 - 町村制施行により、下長淵村、上長淵村、駒木野村、友田村、千ヶ瀬村、河辺村が合併し神奈川県西多摩郡調布村が成立する。下長淵村、上長淵村は大字下長淵（現在の長淵1～4丁目）、上長淵（現在の長淵5～9丁目）となる。
- 1893年（明治26年）4月1日 - 西多摩郡が南多摩郡、北多摩郡とともに東京府へ編入する。
- 1943年（昭和18年）7月1日 - 東京都制施行。
- 1951年（昭和26年）4月1日 - 青梅町、霞村との合併により青梅市が発足。調布村は消滅。大字下長淵、上長淵は調布地区に属する。
- 1968年（昭和43年）8月 - 長淵地区に新町区域指定、町名変更実施。大字下長淵、上長淵は長淵一丁目から長淵九丁目に変更[6]。

## 世帯数と人口
2021年（令和3年）3月1日現在の世帯数と人口は以下の通りである。
| 町丁       | 世帯数    | 人口    |
| ---------- | --------- | ------- |
| 長淵一丁目 | 716世帯   | 1,358人 |
| 長淵二丁目 | 734世帯   | 1,636人 |
| 長淵三丁目 | 401世帯   | 951人   |
| 長淵四丁目 | 799世帯   | 1,671人 |
| 長淵五丁目 | 520世帯   | 1,027人 |
| 長淵六丁目 | 215世帯   | 443人   |
| 長淵七丁目 | 495世帯   | 921人   |
| 長淵八丁目 | 283世帯   | 597人   |
| 長淵九丁目 | 4世帯     | 8人     |
| 計         | 4,167世帯 | 8,612人 |

## 小・中学校の学区
市立小・中学校に通う場合、学区は以下の通りとなる。
| 町丁名                 | 小学校             | 中学校             |
| ---------------------- | ------------------ | ------------------ |
| 下記以外               | 青梅市立第二小学校 | 青梅市立第二中学校 |
| 長淵一丁目、長淵九丁目 | 青梅市立友田小学校 | 青梅市立第二中学校 |

## 施設など
全域
- 青梅市消防団分団[8]
  - 第二分団 - 長淵・河辺地区

長淵一丁目
- 下長淵公園
- 湯本緑地
- セブンイレブン青梅長淵1丁目店
- ファミリーマート青梅吉野街道店
- 青梅グリーンヒルゴルフ
- 愛宕神社

長淵二丁目
- 明星大学 - かつて市内に青梅キャンパスを持っていた。2015年3月閉鎖。
- 鳶巣川公園
- 須高公園
- 八雲神社
- 鹿島玉川神社
- 奥多摩新四国八十八ヶ所霊場番外札所十夜橋霊場

長淵三丁目
- 青梅警察署下長淵駐在所
- 青梅消防署長淵出張所
- 下長淵緑地
- 長淵三丁目運動広場
- 寺改戸公園
- 玉泉寺
- 青梅エクストリームスポーツパーク - 2025年4月にオープンした旧・長淵水泳場をエクストリームスポーツ専用に改装した施設。

長淵四丁目
- 青梅長淵郵便局
- 青梅市立第二小学校
- 長淵保育園
- 第二学童保育所[9]
- セブンイレブン長渕店
- じんかい収集基地[9]

長淵五丁目
- 青梅市民斎場
- 青梅火葬場
- 鈴木慈光病院
- ホットマン
- 品竹公園
- 品竹西公園

長淵六丁目
- 長淵市民センター
- 若御子第2緑地

長淵七丁目
- 青梅警察署上長淵駐在所
- 若御子緑地
- JA西東京調布支店
- 上長淵保育園
- 岩浪建設株式会社
- 稲荷祠

長淵八丁目
- 小山公園
- 稲荷神社
- 長淵天祖神社

長淵九丁目
- 多摩リハビリテーション病院
- 大幡神社
- 大荷田運動広場

## 交通
西東京バスのバス路線があり、JR青梅線・青梅駅、東青梅駅、河辺駅へのアクセスも容易である。
- 国道411号（吉野街道）
- 東京都道45号奥多摩青梅線
- 東京都道31号青梅あきる野線